# Papa Lucius I
Papa Lucius I (n. 200 d.Hr., Roma, Imperiul Roman – d. 5 martie 254 d.Hr., Roma, Imperiul Roman) a deținut funcția papală în perioada 25 iunie 253 - 5 martie 254. 

## Alegerea și Exilul
Papa Lucius I a fost roman de origine. Imediat după  alegerea sa a fost exilat de   împăratului  Trebonianus Gallus  (206-253), co-împărat cu fiul său Volusianus între anii 251-253. Gallus și fiul său Volusianus au fost trădați de trupele lor și asasinați în 253, fiind succedați pentru 3 luni  de împăratul Aemilianus, după care a urmat la putere împăratul Valerian care a dus o politică mai tolerantă în privința creștinilor. În aceste circumstanțe, Papa Lucius I a revenit la funcția papală, până la decesul său natural în 254.

## Activitatea pastorală
Deși de moravuri severe, în privința lapsilor, a continuat linia predecesorului său readmițându-i în Biserică după împlinirea pocăinței cuvenite. Nu același lucru însă se poate spune cu privire la disciplina clericilor și în ceea ce privește viața sexuală. Clericilor le-a interzis – sub pedeapsa depunerii – să conviețuiască cu diaconesele, chiar dacă le permitea să le ospiteze din caritate. Laicilor le-a interzis coabitarea în caz de consangvinitate.

## Decesul
A murit de moarte naturală și a fost înmormântat în cripta papilor din cimitirul Sf. Calixt. 
Epigraful lespedei sale a fost scris inițial în greacă.
Sărbătorit pe 5 martie.